# 萊柳基夫卡
49°46′56″N 37°7′59″E / 49.78222°N 37.13306°E
萊柳基夫卡（烏克蘭語：Лелюківка）是位於烏克蘭東部的村莊，由哈爾科夫州庫皮揚斯克區的舍夫琴科韦市镇負責管轄。該村距離茹拉夫卡2公里，始建於1922年，面積0.53平方公里，海拔高度166米，2001年人口41。